# 第一次國共合作
第一次國共合作，又稱聯俄容共，國際上稱第一次統一戰線（英語：First United Front），大致开始于1924年，结束于1927年，是國共關係史上第一次合作，也是共产国际、中国国民党、中国共产党三者之间关系微妙的一段时期。「聯俄容共」是1923年吳稚暉率先使用後，約定俗成的说法，這是孫中山晚年為了協助中國國民黨的方針，引入苏联政治訓練、軍事及財務的外援。中国大陆将该时期中国国民党的政策称为“联俄、联共、扶助农工”三大政策。

## 背景
自1905年孫中山成立中國同盟會後，到1925年孫去世，在孫領導下，胡漢民重在內部策劃，汪精衛重在對外聯絡，蔣介石重在軍事任務，三人大致分工合作:21。從1925年到1936年胡漢民去世，汪蔣合、胡蔣合各兩次，胡汪有分無合:21。
在1912年〈中國的民主和民粹主義〉中，列寧讚揚孫「真摯的民主精神」和「對群眾的溫暖同情」，不過批評孫之小資產階級，以及「意圖在中國阻止資本主義」之天真野心:322。1913年4月〈中國的政黨鬥爭〉，列寧觀點更尖銳：他將國民黨之積弱不振歸因於「從未能吸引足夠廣大的中國群眾加入革命」，又指出國民黨領袖之「弱點」在於「他是個夢想家且優柔寡斷」:322-323。
1919年底，苏俄外交人民委员会特使马卡洛夫·波波夫（又名米歇尔·波波夫上校）和孫接觸，形容孫是「一個老派軍閥，認為捨武力即無法拯救中國」:324。1920年7月共產國際第二次代表大會上，馬林熱切支持列寧觀點，相信統一戰線政策，並渴望見到在中國實現:323。羅易不認同統一戰線構想，稱孫是「一個權謀家......不實際......絕對的反動派」:324。
1919年中國國民黨改組成立之時，其軍事力量不足以反抗当时北洋政府，兩次目的为保護《中華民國臨時約法》的護法運動均以失敗告終，孫文在两次挫折後，認為必須建造自己的軍隊，才能统一全国。在西方国家拒絕給予孫文援助的情況下，新成立的蘇俄则宣布废除之前沙俄与中国签订的部分不平等条约，并试图透過中國國民黨进行共产革命。
1920年秋，孫常在上海寓所接見共產國際東方部代表维经斯基:323，孙说列宁本来是想要他当共产党的创始人，因为陈独秀在民众中没有多大的影响，而他在过去和现在都有很大影响。第二次護法運動失敗後，因沒有西方及日本金援支持，拒絕原因是不看好孫政治資本，孫開始考慮與蘇聯支持的中國共產黨合作之可能。
1921年12月，孫在桂林接見過共產國際官方代表馬林:317。孫對俄國革命及列寧本人表示讚賞，很想多瞭解俄國新政權之成就，特別是對新經濟政策相當好奇:323。
1922年1月為反制華盛頓會議，在莫斯科召開之遠東勞動者大會上，共產國際首領季諾維也夫大肆抨擊中國國民黨之資產階級作風，以及孫尋求美國援助之執拗:324。8月，越飛到北京任苏联駐華全權代表，他首先致函当时军事实力最强的吴佩孚将军，表示希望能够建立合作关系，但遭到吴佩孚的拒绝。11月至2月，共產國際第四次代表大會通過《綜論東方問題》，強調中國共產黨先天體質不良，主張暫與中國國民黨及若干地方領導人妥協，並提議組成統一戰線:324-325。
1922年7月，中共二大通过了《关于“民主的联合战线”的决议案》，决定同国民党实行“党外联合”。但这时，共产国际接受了马林提出的关于共产党员加入国民党，以实现国共合作统一战线的主张。7月18日，共产国际指示中共中央，所有工作都必须在和马林的紧密联系下进行。8月，共产国际又专门作出《给共产国际驻中国特派代表的指示》。不久，共产国际派马林携带这些指示由莫斯科到达上海。马林认为中共二大决议赞成与国民党进行“党外联合”，是不符合共产国际指示精神的。根据马林的提议，1922年8月28日至30日，中共中央执行委员会在杭州西湖召开特别会议，参加会议的有陈独秀、李大钊、蔡和森、张国焘、高君宇、马林、张太雷7人。马林指出：国民党是各阶级联合的党，无产阶级应该加入并改造国民党，以推动民主革命；中共加入国民党符合列宁的民族和殖民地问题提纲精神。会议决定党的少数负责人加入国民党，同时劝说全体党员加入国民党。会议决定出版中共中央机关刊物《向导》。
据周佛海回忆，苏俄最初的联合对象是吴佩孚和陈炯明：“当时共产党因为要和吴佩孚勾结，所以首先送吴一个‘开明军阀’的尊称。当时孙洪伊和吴佩孚接近，而李大钊却和孙洪伊关系密切。他们利用这种关系，就和吴佩孚私通起来，李大钊曾赴洛阳数次，似乎当时报纸也有记载。他的手段真巧妙，京漢、京奉、津浦、隴海四線總稽查，都由吴佩孚電令高恩洪委共产党人充任，京漢稽查为包惠儈、津浦線似乎就是李民治……。共產黨見棄於吴佩孚之前，曾一度和陳炯明姘識。陈炯明……特召陈独秀赴粤为其教育委員會委員長。當時陳炯明逆跡已著，廣東顯分孫陳两派……，共产党当然以實力为轉移。……所以共產党遂和他勾結。陳炯明每月出五百元，給陈公博辦《群報》，就是互相勾結的一個結果，以後陳炯明匿居惠州的時，馬林和譚平山等二次赴惠，商量合作條件。誰知陳炯明竟敢砲擊觀音山，危害孫總理。陳逆經此叛逆行爲以後，爲國人所唾棄，共產黨畏舆論的攻擊，遂也不敢明目張瞻的聯。北爲吴佩孚所棄，南和陳炯明绝缘的共產黨，遂於民國十二年奉第三國際的命令，設法混入國民党，而肆其破壞國民黨的陰謀了。”

## 各方态度

### 孫對蘇聯的態度
1923年1月12日，共產國際執委會通過決議，認定中國國民黨為中國共產黨的唯一夥伴，並指示中國共產黨在中國國民黨內部運作，同時要保有組織和活動自主:325。孫接受與莫斯科同盟，但有兩大保留：一、中國不會轉向共產主義，俄國將支持中國（孫）之國家統一及獨立奮鬥；二、越飛重申俄國放棄沙皇時代依條約在華所得之一切特權:325-326。1月26日，孫和蘇聯特使越飛發表聯合聲明:173。越飛在上海與孫文會面後，两人發表“孫文越飛聯合宣言”（孫越宣言），開始國民黨與蘇聯及中國共產黨（共產國際的中國分部）的合作關係。孫認為蘇維埃制度不能引入中國，中國最大與最迫切問題，乃在完成全國家統一，與獲得完全國家獨立:173。蘇俄表示，要廢除沙皇時期與中國簽訂之所有不平等條約，外蒙是中國領土一部分，不能與中國分離:173。在孫越宣言中，苏联承认中国对外蒙古的主权，并承诺不在中国进行共产革命，孫文與蘇俄的關係才日益密切。
孫认为共产主义制度不符合當時中国国情。雙方發表聯合宣言，聲明共產組織及蘇維埃制度不能引用於中國，但蘇聯願意援助中國完成統一及取得完全之獨立:29。孫越宣言俄方承認中國對外蒙古主權，承諾不在中國進行共產革命，認為共產主義制度不適合中國國情。孫以為共產組織，甚至蘇維埃制度，事實均不能引用於中國；因中國並無使此項共產制度或蘇維埃制度可以成功的情況也；此項見解，越飛完全同感；且以為中國最要最急的問題，乃在民國的統一的成功，與完全國家的獨立的獲得:144。孙宣称：“我肯定可以利用苏联体制最佳的特点，同时放弃其邪恶的一面。”
對於中國共產黨黨員，孫願意容納於中國國民黨內，一來是為了爭取蘇聯援助，二來是為集中力量，壯大國民革命聲勢:29。
1924年2月9日，对清华大学生就国民党改行共产主义的疑虑，孙解释说：“俄国是俄国，中国是中国。俄国有俄国的主义，中国有中国的主义。我方才一篇话，处处论到俄国，是说他革命党的组织，不是说他的革命的主义。”日本驻天津总领事吉田茂派山田事务官拜访孙，孙表示劳动主义、共产主义归根结底显然为中国国情所不容。国民党要人卢师谛回答来访的记者的答复，亦体现孙的基本态度：“一年来本党之敌派，每利用本党之亲俄政策，诬本党为抛弃三民五权主义，而采取共产主义，且谓有共产党人加入国民党，亦足以证明国民党之改换主义。此种谣言，余可为简要之声明。……亲俄系本党外交政策，若以亲俄而即目为采取共产主义，则与俄国订立国际条约，而承认其地位之国家，均可称之为共产化，岂不笑话。况共产主义之绝对不适用于我国，孙中山已于俄国越飞来华时，已郑重表示之。”
孙对外宣传：“俄国现在所行之新经济政策，即是国家资本主义，与吾党之三民主义相同，故非吾党学俄国， 实俄国学吾党。”在民生主义第二讲中，孙更明言：“用革命手段解决政治问题，在俄国可算是完全成功。但是说到用革命手段来解决经济问题，在俄国还不能说是成功。……革命的结果，政治问题得了解决，社会问题不能解决，和所希望的恰恰是相反。”

### 蘇聯對孫的態度
1923年9月，蘇共中央挑選鮑羅廷出任孫之政治顧問，負責執行與中國國民黨之統一戰線策略:334。蘇聯新特使鮑羅廷於10月6日抵達廣州:333。1923年10月9日至10月17日之間，鮑羅廷和中國共產黨五度私下會談，會中他表明改組政策即是滲透政策：「在報上，我講的是國民黨，但對我們而言，我講其實是最終共產黨影響力的增加......絕不能忘記，我們實際在做的工作，就是為了穩定共產黨，這個目標應該要永久記住。」:33710月底，滇、桂系部隊作戰失利向廣州撤退，陳炯明軍一路尾追到廣州城外:338。鮑羅廷在11月13日臨時中執會痛批中國國民黨領導人未能動員群眾，稱：「以農民為主廣東民眾對前線戰爭依然持消極態度！」:338鮑羅廷組織兩支志願隊參加城防工作：趕赴前線者約有500人，大部分由共產黨員訓練:339。11月18日夜，軍事情勢逆轉，陳炯明部倉惶撤退:339。
孙虽然实行联俄政策，但并不放弃联系美日，这引起鲍罗廷的不满。1924年1月6日，孙与美国驻华公使舒尔曼会见，“呼吁美国帮助解决中国内部的政治性问题”，“鲍罗廷返回广州以后，曾经费尽心机地说服孙博士放弃这个幻想。”鲍罗廷在给斯大林的报告中提到，1924年1月23日他与孙谈话：“我一次又一次地问孙中山：他关于中国人民可能从美国、英国或日本得到某种帮助的幻想还将抱多久？难道他等待这种帮助不是已经太久了吗？现在还不该对充满幻想和失败的过去进行总结并转到新的道路上来吗？”:569
1924年1月底，国民党一大召开后，孙对三民主义赋予许多新意，鲍罗廷仍然深感不满，報告稱：「孫同意為國民黨制訂的革命綱領，迎合了我們；但是不同意公開說將同我們建立統一戰線。為此他對我們不完全信任。」:432而孫對于国民党一大宣言亦不滿意，曾欲以《國民政府建國大綱》代为纲领。鲍罗廷力持反对，說服了孫。據鮑自述，他动情地劝孙：您面臨著一種選擇，是同帝國主義營壘中的一五億人前進？還是同遭受帝國主義壓迫的12.5億人前進？您應該作出決定了。在滔滔不絕的勸說中，孫不同尋常地頻頻點頭表示贊同:475-476。
不过，“尽管孙中山接受了许多鲍罗廷的建议，最后应该怎样做的决定权还是在他；他俩的意见也不尽一致。有时候鲍罗廷发现要改变孙中山的想法简直不可能。” 鲍罗廷不得不承认：“美国精神在他头脑中根深蒂固。”:383“一般说来，要使孙中山改变主意是困难的。”:567
1924年2月16日，鲍罗廷在报告中说：“到现在为止，能够在多大程度上把民族主义革命者孙从小资产阶级的空谈家中拯救出来还很难说。有时我觉得，无论给这头老狼喂多少东西，他还是盯着‘自由民族’，他始终期待着以此来拯救中国。”“孙就必须同以前组织上的混乱和思想上的涣散一刀两断，并完全投入真正的国民革命运动，或者他销声匿迹。”:434

### 孫對中共的態度
1923年底，蒋介石率孙逸仙博士代表团回国，报告游俄观感，其中提到：“蘇俄所謂‘世界革命’的策略與目的，比西方殖民地主義，對於東方民族獨立運動，更是危險。”孙回复说蒋未免过虑，孙“深信並言此時只有使中國共黨份子能在本黨領導之下，受本黨統一指揮，才可防制其製造階級鬥爭，來妨礙我國民革命進行。如我們北伐軍事一旦勝利，三民主義就可如期實行。到那時候，縱使共黨要想破壞我們國民革命，亦勢所不能了。何況蘇俄對中國革命，只承認本黨為唯一領導革命的政黨，併力勸其共產黨員加入本黨，服從領導，而又不否認中國並無實行其共產主義的可能呢？故仍堅持其聯俄容共的決策。”
1924年6月，鄧澤如等11人聯名上書孫，弹劾中國共產黨，反對改組中國國民黨，指中共树立反帝反軍閥旗帜，使中國國民黨遭受「國際之仇怨」，「在國內斷絕實力派之協助」；孙说政纲是他自己请鲍罗廷所写，告诉邓泽如“切不可疑神疑鬼”，解释说：“陈独秀为首之中国少年学生自以为是，初欲包揽俄国交际，并欲阻止俄国不与吾党往来，而彼得以独得俄助而自树一帜与吾党争衡也，若我因疑陈独秀而连及俄国，是正中陈独秀之计，而助之得志矣。（陈独秀等）如不服从吾党，吾必弃之”:35。另一方面，孙竭力把中共限制在自己的政治轨道之内，由于陈独秀屡次在中共机关报上批评孙的政策，于是孙对马林说：“共产党既加入国民党，便应该服从党纪，不应该公开批评国民党，共产党不服从国民党，我便要开除他们；若苏俄袒护中国共产党，我便要反对苏俄。”孙接受日本记者松岛宗卫采访时更直言：“若共产党而有纷乱我党之阴谋，则只有断然绝其提携，而一扫之于民国以外而已。”私下里，孙亦曾对刘成禺说：“共产党能守吾党范围，吾默化之。不能，吾自有处理之法。”:224
对国民党外人士，如張作霖對容共的疑惑，于右任解釋說：「中山先生與你同一心理，但異其手段。有人驅逐共產黨，共產黨便想法獨立存在，中山先生把共產黨轉化為國民黨，即共產黨自然不存在。」:214孙甚至不认为共产党员加入国民党属于两党合作，在他看来，国民党是中国“唯一之革命党”，共产党则人员太少，影响力有限，不具备与国民党平起平坐的资格。孙解释说：“国民党系我创立之民国唯一之政党，而共产党派则为赞成俄国列宁等主义之学者有志一派。国民党固有加入该派者，然国民党始终为国民党，共产派则为共产派，而为其独特之活动而已，不能必言其互相提携也。”因此对共产党人不给予重视，以致谭平山抱怨说，包括在黄埔军校，虽然有不少共产党人在里面担任职务，但都没有巩固的阵地，因为领导权完全掌握在国民党手中。为了反抗商团，工人纠察队和农民自卫军曾前往韶关希望能够领到武器，但孙中山什么武器也没有给他们。因为孙中山和国民党人根本不愿武装将来可能成为国民党左派，即共产党人的力量。

### 中共對孫的態度
早期中共党人视国民党为落伍一代。中共一大会上，有的党员认为：“国民党的政纲中虽然显露出若干错误的观念，但它多少还代表着当时的新趋向，而孙逸仙提倡的公共福利原则，也类似国家社会主义。”另一位与会代表包惠僧则指出：“共产党与孙逸仙代表两个完全相反的阶级，两者之间是无法妥协的。因此对待孙逸仙应该与对待北洋军阀一样，甚至还要厉害点，因为孙逸仙仅凭其煽动能力，根本拒绝群众于门外。”会议讨论的结果是：“对于孙逸仙的主义采取批评的态度，但对某些实际而进步的行动应加支持，惟不取党与党合作的方式。”:97-98
当共产国际代表马林提出中共加入国民党的建议时，陈独秀明确表示反对，其依据是：“共产党与国民党革命之宗旨及所据之基础不同”；“国民党联美国、联张作霖段祺瑞等政策和共产主义太不相容”；在广东省之外仍被视为“一争权夺利之政党”；“国民党孙逸仙派向来对于新加入之分子，绝对不能容纳其意见及假以权柄”，等等。中共早期党员郑超麟也在回忆录中提到：大多数党员都把国民党看作是“老朽不堪”；大家当时的认识是，加入国民党，就意味着共产党退化。
国民党员弹劾中共案事发后，孙虽有压制，但并未表现出坚决的反对态度。中共对此很不满意，认为他不愿开罪于右派分子。1924年7月，陈独秀在写给维经斯基的信中判断说：“现在支持国民党，就只会是支持国民党右派，因为他们掌握着党的所有机构。”“孙中山虽不会马上抛弃我们，但根本无意制止反动派对我们的攻击。”“我们不应该没有任何条件和限制地支持国民党，而只支持左派所掌握的某些活动方式，否则，我们就是在帮助我们的敌人，为自己收买反对派”。不久之后，他还在另一封写给维经斯基的信中建议：共产国际应提醒鲍罗廷，同孙打交道“必须十分谨慎”，否则容易进入其圈套。
然而，当孙在北京骤然逝世，鲍罗廷认为：这是清除国民党右派，由左派掌握权力的最好时机。中共中央也下发通知，要求立即在国民党各级党部中公开征求党员，借机扩充左派数量，以便“压迫中派使其必须与我们合作”，并争取在日后召开的国民党二大上“和右派竞争选举”。中共开始构建孙的“左派”身份，重点宣传孙晚年某些较为左倾的言论，如针对1924年海关关余问题、沙面罢工事件和商团事件所发表的反帝宣言，以及北上过程中主张废除军阀制度的表态，将其塑造为坚定的“左派主义者”，以往对孙的诸多批评几乎都消失了，取而代之的是对其斗争精神的高度赞颂。中共并与戴季陶等国民党人争夺三民主义的解释权，宣称“联俄、联共、扶助工农”是孙晚年发展的新三民主义。

## 經過

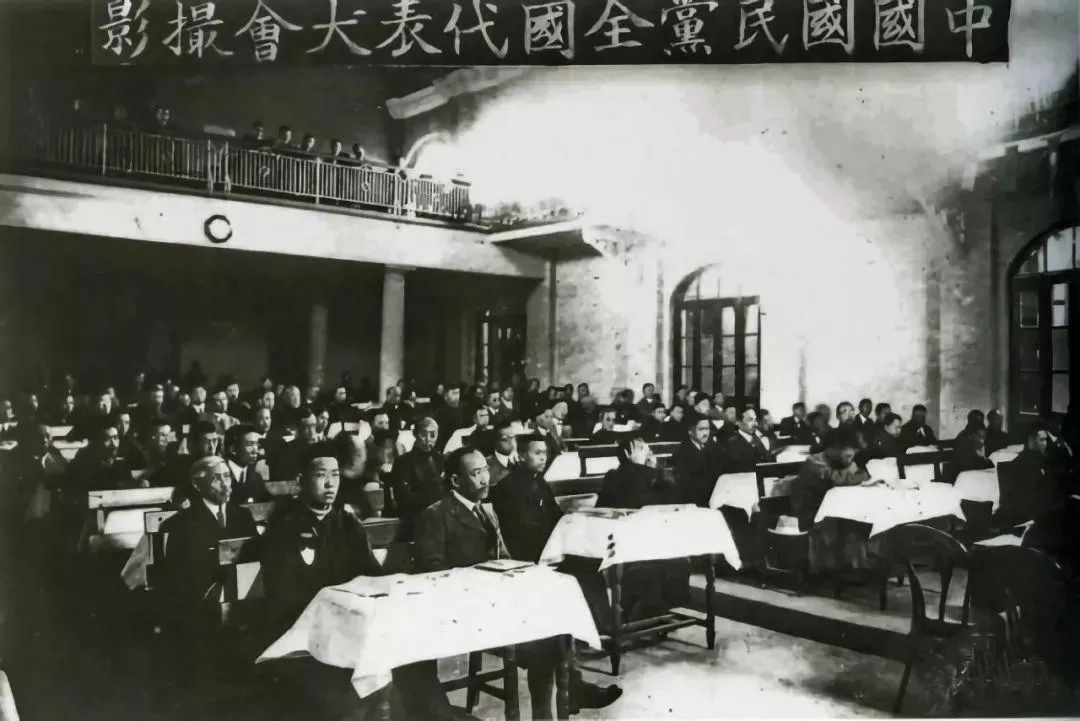
中国国民党第一次全国代表大会现场

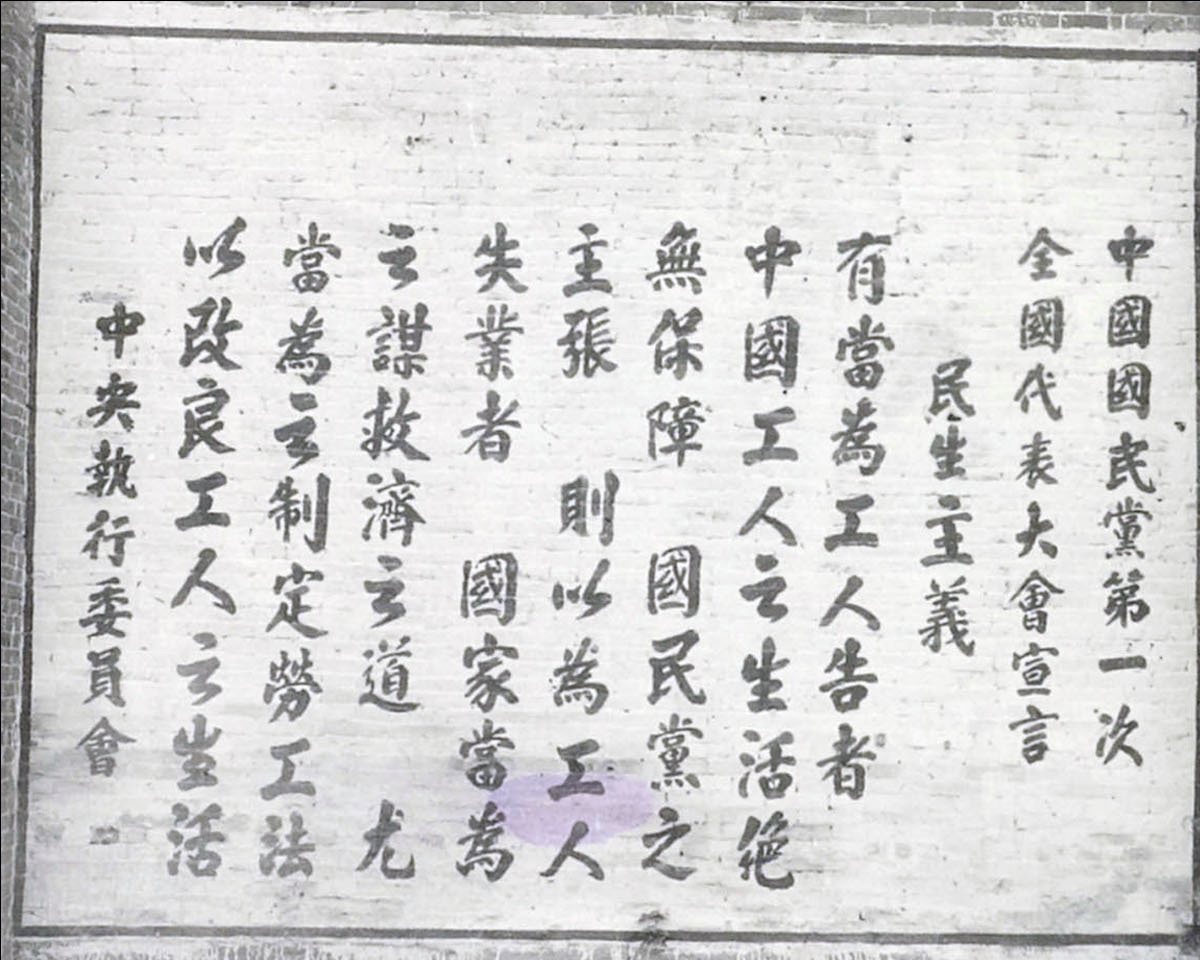
1924年廣州街頭的中國國民黨第一次全國代表大會宣言《民生主義》。

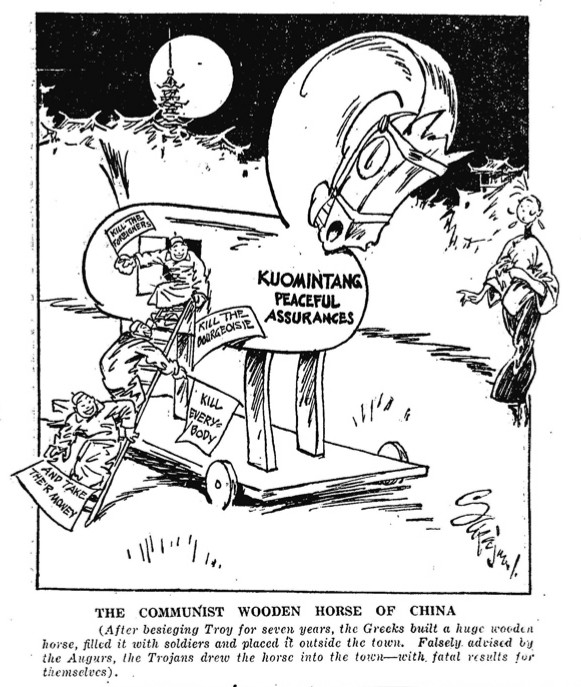
字林西報諷刺國民黨成為共產黨特洛伊木馬的漫畫

1923年，孫與共產國際合作，將大本營遷回廣州，對抗北洋政府。列強多不支持孫，孫僅獲得蘇聯支持以因應情勢。孫在改組中國國民黨同時，實行「聯俄容共」。孫接受臨時協議，把中東鐵路委由蘇聯管理，並准許蘇聯軍隊占領外蒙古:326。與共產國際合作後，蘇俄方面給予孫大量軍火和銀錢援助，並派出軍事顧問幫助孫創立黨軍北伐。孫派遣參謀長蔣率領代表團訪蘇，考察政治和軍事，又聘用蘇聯代表鮑羅廷為政治顧問，協助改組中國國民黨:29-30。10月18日，孫以陸海軍大元帥大本營名義，委任鮑羅廷為中國國民黨組織訓練員:160。12月29日，孫接受列寧和共產國際協助重建大元帥府，共產國際派鮑羅廷到廣州作孫顧問，以蘇聯共產黨模式重組中國國民黨。隔年，黃埔陸軍軍校成立。中國共產黨方面日後單方宣稱孫文政策是「聯俄聯共扶助農工三大政策」（毛澤東提出的新三民主義或蘇聯人所說三大政策）、这一历史阶段为第一次國共合作，而這與中國國民黨人對“容共”政策理解並不一樣：中國國民黨人認為，孫允許中國共產黨員以個人名義加入中國國民黨是真，但其至始至終只有一個三民主義，即民族、民權、民生主義，無所謂新舊。
1923年6月，中共三大确定全体中国共产党员以个人名义加入中国国民党，与中国国民党建立“革命统一战线”方针。
1924年1月20日至1月30日，孙在广州召开中国国民党第一次全国代表大会，选举出中国国民党中央执行委员会。在25名中央执行委员中，谭平山、李大钊、于树德为中国共产党员；在17名候补委员中，沈定一、林祖涵、毛泽东、于方舟、瞿秋白、韩麟符、张国焘为中国共产党员。在中国国民党中央党部担任重要职务的中国共产党员有：组织部长谭平山、农民部长林祖涵、宣传部代理部长毛泽东等。中國國民黨中央執行委員會常务委员共三人，廖仲恺、戴季陶为中国国民党员，谭平山为中共党员。随后，全国大部分地区以中国共产党员和國民黨左派親共親蘇勢力为骨干，改组或建立了中国国民党各级党部。
從春天起，中國國民黨中執會農民部和農民運動講習所負責制訂、推行中國國民黨之農村政策：農民部當家是秘書彭湃，由中共農民委員會和鮑羅廷在幕後操控:353。在廖仲愷倡儀下，5月1日大型慶祝會於廣州籌
開，孫在會中演講，再度呼籲大家為民族解放奮鬥，而把階級鬥爭之主題擺到次要地位:355。中共黨員威脅拒絕統一戰線即是與蘇聯絕裂，但孫不肯在鮑羅廷回來前解決爭端:349。幾經急電催促，鮑羅廷在6月20日回到廣州:349。6月25日，鮑羅廷與溫和派反對領袖會談時，承認共產黨的確構成「黨（國民黨）內有黨」，但他暗示是取得蘇援代價：「國民黨已經死了、埋了......新成員，如具有團體精神共產黨員，透過為老同志灌輸競爭活力，昭示著新國民黨誕生......國民黨的中央組織仍然鬆散，命令也得不到全體黨員遵行。在這種情況下，不能期待共產黨放棄他們自己的組織。」:349-350上海、北京同志函電湧至，抗議共產黨干預、操縱，尤其是他們力促通過中蘇條約之宣傳；張繼和汪精衛在廣州公開發表反共演說，並發起要求驅逐危險盟友之請願連署:350。7月15日，沙面全體華工罷工:356。
從1925年8月廖仲愷被刺到1926年3月「中山艦事件」，第一次汪蔣合為時僅半年:21。1925年10月5日，国民政府主席汪精卫以政府事繁，不能兼任宣传部长职务，向中國國民黨中央黨部常務会议推薦毛澤東代理宣传部长；常務會議通過，並請毛澤東即日到部任事:137。10月7日，毛澤東到中国国民党中央宣传部就职，召开宣传部第一次部务会议；會議討論宣傳計劃和編纂事宜；決定先組織專人對國內外已經出版的各種中外文報刊和工農商學各界「知識之發達次第程序」不同的情況，進行調查，然後作出宣傳、編纂計劃；會議還決定請中央執委會通告各地，以後凡散發各種傳單和出版各種報刊有關黨義者，均要先交宣傳部審查:138。10月13日，毛澤東出席中國國民黨中央執行委員會第113次會議；會議決定對戴季陶7月擅自出版《國民革命與中國國民黨》一書，通告各黨員，指出該書只是「個人意思，並未經中央鑒定」，今後「凡關於黨之主義與政策之根本原則之言論，非先經黨部決議，不能發表」；會議通過毛澤東關於調戴季陶來廣州工作之提議:138。10月16日，毛澤東出席中國國民黨中央執行委員、監察委員、各部部長第114次聯席會議；會議決定組織中國國民黨黨史編纂委員會，指定毛澤東、甘乃光、詹菊似3人起草編纂黨史章程，提請中執委審定:138-139。10月20日，由中國國民黨中央執委會直接籌備召開之中國國民黨廣東省第一次代表大會，在中央黨部大禮堂開幕；毛澤東參加會議；會議決定由毛澤東、黎樾廷、李谷珍3人組成大會宣言起草委員會，負責宣言之起草工作:139。10月27日，毛澤東出席中國國民黨廣東省代表大會閉幕會，以中國國民黨候補中央執行委員和代理宣傳部長身分，向參加大會之千人發表演說:140。
1925年11月27日，中國國民黨中央執行委員汪精衛、譚延闿、譚平山、林伯渠、李大釗、右任、于樹德、王法勤、丁惟汾、恩克巴圖，候補執委毛澤東、瞿秋白、韓麟符、方舟、張國燾通電全國各級黨部，指出林森等在北京西山召開所謂中國國民黨一屆四中全會為非法:141。同日，毛澤東出席中国国民党中央执行委员、监察委员、各部部长第123次联席会议；会议推定毛澤東起草中央通告，將中國國民黨一屆三中全會關於在廣州召集四中全會之決議以及此項決議延緩執行之經過詳情，告海內外各級黨部；會議通過毛澤東以代理宣傳部長名義提出之《中国国民党之反奉战争宣传大纲》：反奉戰爭性質為「反英日帝國主義的民族革命運動之一幕」，而「奉直兩派軍閥，無論哪一派勝，均於中國不利，因兩派背後均有惡兇的帝國主義」；大綱提出，在宣傳中要揭露帝國主義、軍閥及其政治派別的陰謀，以人民為主體，團結各方人物進行反奉戰爭；大綱認為，人民對於敵友之分辨，「全看其與帝國主義有無關係。無論何人何時一與帝國主義發生關係，人民即不認之為友」；「真正人民的領袖，乃中國國民黨。真正人民的政府，乃廣州國民政府。真正人民的軍隊，乃廣東的國民革命軍。......被壓迫的中國全體民眾，乃一切中國問題的主宰」；大綱要求各級黨部宣傳中國國民黨對時局宣言之四項主張，盡快準備真正是人民代表參加的國民會議；12月3日，毛澤東以代理宣傳部長名義向各地宣傳部發出關於反奉战争宣传之通告，要求對大纲進行猛力之宣傳:142-143。11月，毛澤東以宣传部名义向中國國民黨中央建議在上海設立交通局，作為溝通中央與全國各地之機關；中國國民黨中央同意，並決定將上海交通局之工作交宣傳部負責管理:143。12月15日，毛澤東出席中國國民黨中央執行委員會第127次會議，就湖南政治研究會呈請開辦短期政治講習班並指定理事問題，作出決定：指派譚延闓、程潛、陳嘉祐、魯滌平、李富春、林伯渠、毛澤東為該講習班理事:146-147。12月，毛澤東寫信給中共韶山支部，並送農民協會簡章，建議在原有農民協會之基礎上，成立區農民協會；中共韶山支部根據毛澤東之建議，秘密成立湘潭特別區農民協會，次年春公開，會員達11,700餘人；北伐軍經過湘潭時，韶山農民做很多支援軍隊之工作:147。
1926年2月5日，中國國民黨中常會第二次會議根據汪精衛提議，批准毛澤東為中央宣傳部代理部長，會議決定繼續開辦第六屆廣州農民運動講習所，招生范圍擴大，面向全國，設立農民運動委員會，以「研究農民運動之理論與實施計劃之指導」；同日，中國國民黨中央農民部發出第一號通告，宣布農民運動委員會正式成立。委員為：林伯渠（主席）、陳公博、毛澤東、甘乃光、宋子文、譚植棠、蕭楚女、阮嘯仙、羅綺園:155-156。2月16日，中國國民黨中常會第五次會議通報：宣傳部代理部長毛澤東因病請假兩星期，部務由沈雁冰代理:156。2月28日，毛澤東在中國國民黨政治講習班開學典禮上發表演說：開辦政治講習班的重大意義，在於表明革命分子團結起來反對帝國主義、軍閥和反革命派，「在炮火中制造革命人材」；參加講習班的學生，「必也是感受不自由而來此作革命工作，絕對不是抱升官發財的希望而來的」；「望諸位忍苦耐勞，大家聯合起來，努力國民革命，努力世界革命！」:157本月，毛澤東在國民革命軍第二軍軍官學校講授農民問題:157。

## “赤化”說法与国民党的反駁
自孙联俄伊始，国民党“赤化”的說法便開始流傳；国民党一大召开后，更激起轩然大波。国民党上下为此展开反駁，認為国民党“以俄为师”，但绝不“俄国化”；国民党把共产主义看作是三民主义的好朋友，但绝不做共产主义者；国民党吸收共产党人加入，但绝不混同于共产党，并做好与共产党人分道扬镳的思想准备。
香港是制造国民党“赤化”言論的发源地。“那一般蛰居香港受敌党运动的流氓访员更闭门造车，悬空八只脚大造其谣言，……一片闭上眼睛的梦话，不绝的向上海打电”。如上海《新闻报》1924年3月3日发自香港专电，竟造谣说：“2日国民党选举中央执行委员会委员，国民党员到者90余人，由孙文主席，孙选定27人宣读，全场举手赞成，27委员中，除谢持、林森居正数人外，余均共产党。”港沪两地反对国民党的报纸大量制造假新闻，“不曰‘国民党已变为共产党’，即曰‘共产党实为灵魂，国民党仅为皮壳’，不曰‘广州将于4月1日宣布实行共产’，即曰‘孙中山、胡汉民、汪精卫、廖仲恺均已加入共产党’”。其结果是，“有许多人说这回国民党改组，已经变为共产党，同俄国的共产党一般，这个实在是过信谣传受人的利用”；“惟自国民党改组之后，反对者造出谣言，诬为共产党之机关，局外人不察，亦多此种误会”；港报登出广州4月1日实施共产的消息后，“港中富商颇生疑惑，而省中银业界及一般无识之企业家，受其蛊毒者，亦有其人”。以致遭到国民党人批评：“归纳若辈之伎俩，终不外穿凿事实，颠倒因果，捕风捉影，肆意诋毁；归纳若辈造谣之焦点，要不外国民党变为共产党，与国民党之主义变为共产主义而已。……以为一旦以一般人视为等于洪水猛兽之共产主义，加诸国民党，则国民党必外受列强之压迫，内遭国民之反对，而国民党危矣！”
国民党领导人随即展开反駁。1924年2月16日，汪精卫向上海《民国日报》记者发表谈话，谴责“港报对于吾辈，造谣无所不至，其始则宣传国民党赤化，其计盖欲以间粤政府与各国之感情。实则国民党此次改组，丝毫不改其以前之政略。”2月18日下午，廖仲恺对国闻社记者发表谈话：“外人谓国民党为俄国化，则请观此次改组之宣言及党纲，视英国劳动党[英国工党]所标榜者犹且温和，凡吾人平昔主张之……土地国有，且未列入，如此而谓为过激，固非吾人之所敢承也。”3月中旬，胡汉民撰文，针对谣传所谓“国民党此次改组联合了俄罗斯，已经赤色化，变成波斯域。”(波斯域即布尔什维克的另一译音)指出：“这是一个有心中伤的话，以为俄国波斯域是许多国家所怕恨的，以前并且有极端咒咀波斯域的口调。……国民党改组是否就赤色化？和俄国波斯域是否一样？这全是事实问题，现在有宣言政纲明明白白摆着，我们也不用费笔墨来辩解。”
2月26日，孙中山在大本营亲自接见上海《民国日报》记者。记者问：“自国民党改组后，颇有人怀疑吾党已改趋于共产制度。”孙中山答曰：“苏维埃政府已为英意所承认，列强皆有继起承认之趋势，则吾国亦何独不可。且本党民生主义中之‘平均地权’意思已十分明了，实无再怀疑必要。”2月27日，孙在大本营再次对该报记者说：“本党此次改组，宣言、党纲均极明了。民生主义与共产主义之区别，我又在大会讲演时详细说明。本党与苏俄精神合一处，乃在同为(被)压迫民族奋斗，至主义并未变更，且苏俄现时亦非纯粹共产主义。本党同志无不服从党纲，敌党谣言不可信。”3月2日发表的孙中山致海内外同志训词中说：“顾有好造谣生事者，谓本党改组后，已变为共产党。此种谰言，非出诸敌人破坏之行为，即属于毫无意识之疑虑。欲明真象，则本党之宣言、政纲具在，覆按可知”。3月25日，孙中山在同张作霖派来的代表杨大实的谈话中表示：“粤中实未施行共产”，“国民党共产、赤化，皆逆党造谣。请电雨亭弗可信。”3月30日，他在和香港某电通社访员谈话中，更坚决否认有在粤试行共产政府之意。
3月26日，国民党中央宣传部发表了一篇近五千字的“辟谣声明书”，表示：“本党在历史上为谋结合全国人民以图革命之政党，凡愿集合在本党旗帜之下共同奋斗以求实现三民主义者，皆得加入本党，此乃本党素来所持之方针，为国人所共见者。……辛亥以前，不少主张无政府主义之人士加入本党，而未尝有以国民党变为无政府党之说。近数年来，奉之张、皖之段、浙之卢，亦尝与本党合作，亦未尝闻有谬称本党为张党段党卢党者。……今乃因本党新同志中有一部分倾向共产主义之故，遂嚣嚣然谓本党变为共产党，其荒谬可笑，岂不显然可见。”最后指出，“顾有人疑本党改组后之主义与政纲，亦已变易，甚至谓平均地权、节制资本，为实行共产主义。……本党三民主义始终未尝移易，其内容之说明以此次宣言比较的更为恺切详尽，而谓其根本原则有所变更则谬也。”盖因平均地权与节制资本，“二者乃本党数十年未尝变易之主张，非由模仿任何国家之经济政策或任何外国所谓激烈派之学说而来也。……固非有所盲师任何先进国之成法，亦非有所取慕何种最新思想之虚声。至于如一般反对者妄加诋毁，无论其指本党为共产主义，抑或为资本主义，皆与本党主义毫不相关，与本党救国之本心两不相涉。”
9月30日，前广州市长孙科接受记者采访，谈话称：“广州有一新闻通信员，以为吾人凡事皆经赤化，因向外报告谓吾人皆属赤党，国民党亦变化赤党。此殊未近乎事实，国民党仅有共产党数人为中国共产党分子，然中国共产党与国民党乃属两事，前国民党于广州举行大会讨论改组，共产党员亦预焉，然其除于数问题与多数党员意见不同外，未尝违反国民党党纲及主义。共产党在俄国，吾人并不以为其系成功，亦不认共产党之主义在现在即可施诸中国。”

## 結果

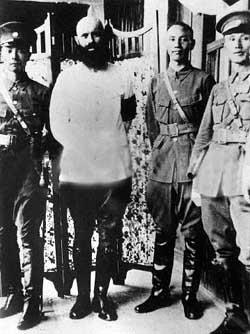
孫政治顧問鮑羅廷（左二）與蔣（左三）在黃埔軍校，1927年

孫逝世后，中國共產黨人在中國國民黨内部發展迅速，控制中國國民黨諸多重要職務，引起中國國民黨内激烈政治分歧，造成寧漢分裂。在蔣率領國民革命軍佔領上海前，鲍罗廷秘密策动郭松龄反对张作霖。张蒋两人1926年秋天就开始秘密接触，两人分别派唐生智和杨宇霆作为代表，展开秘密会晤，协议共同驱逐共产国际势力，因此“南京事件”后不到两周，张作霖便在4月6日得到公使團同意，派遣軍警突袭北京的苏联大使馆、遠東銀行、中東鐵路辦公處，逮捕李大钊等中国共产党人，并搜出共产国际发来大量指示、训令、颠覆材料（與馮玉祥合作颠覆文件、紅槍會及煽動農民紀錄、中共文件等，「蘇聯陰謀文證彙編」）和武器弹药。其中一份训令内称“必须设定一切办法，激动国民群众排斥外国人”，“不惜任何办法，甚至抢劫及多数惨杀亦可实行”，證實蘇聯全面指揮顛覆合法的北洋当局的暴力、排外運動。4月12日，蒋在上海发动“清黨”。蘇聯與中國共產黨則強烈譴責粗暴北洋政府侵犯蘇聯使館尊嚴，並稱此事件「乃帝國主義的挑撥，中國政府已淪為帝國主義者的工具」。4月19日，蘇聯召回北京駐華代辦及大使館職員。
武漢親共派首領汪精衛在偶然獲得共產國際關於在顛覆中國政府的策略文件後，也開始和平分共。中國共產黨在上海、廣州、南昌等地組織起义（南昌起義），失敗後進入農村地區發展，推動反国民党政府與土地革命的活动。中國國民黨聯俄容共政策到此暫停。
后来周恩来在延安整风时期如此反思“第一次国共合作”的破裂：“大革命的失败，主要是没有按照共产国际的指示去篡党篡政篡军，搞土地革命，以武装斗争为中心。共产国际第八次全体执行委员会议对中国问题发决议包括这四点：改造国民党使工农分子大批参加进去，这就是篡党；把农民协会变成为乡村的政权，这就使篡政；组成七万军队，其中要包括二万共产党员，这就是篡军。”

## 评价

### 正面評價
吕芳上认为：“中山先生晚年革命思想，其基本精神与1905年同盟会以来的革命理论，实相一致。……他的根本主张，确不曾因采取联俄容共政策而有改变。一个平等和谐的国际关系，一种西方民主方式所理想的全民政治，和着重在全民福利的民生主义社会，是他一生努力奋斗的政治目标。他弃絕無產階級專政，反對階級鬪爭，也從未主張廢止私有財產制度。”:508-509
高华认为：“孙中山的最终目标仍是要在中国实行类似于美国的政治制度，吸取苏共的经验只是为达到目标所施行的重要策略手段。因此，孙中山虽明确规定，一俟北伐结束，国家即进入国民党统领一切的训政阶段，但他同时又指出，‘以党治国’的训政阶段只维持六年，‘保养’、‘教育’民众的目的是‘要待主人成年之后还之政也’。一经地方自治完成，执政党将还政于民，举行国民大会，进行自由选举，国家最后进入民主宪政的阶段。”:22
吴相湘认为，孙中山虽然发表过“民生主义就是社会主义，又名共产主义”等言论，但每次讲話的场合，都是為息止聯俄容共以後黨內的國共之爭。:1679且民生主义和共产主义在事实上存在区别，如马克思主义主张消灭私有制，而民生主义不反对私有制，仅反对垄断造成的贫富悬殊。:1679孙中山在未发表的三民主義讲稿修订本中，将“民生主义就是社会主义，又名共产主义”改為「民生主義就是用來替代社會主義，又是用來包括社會主義中一切問題的」，表明孙以為民生主义比社會主義及共產主義更為進步，而不是與其相同的。:1650
杨天石认为，孙中山批判资本主义，但不视其为必须被消灭的对象，也不视其与社会主义无法相容，反而主张调和两者，把两者相互借鉴。孙中山尽管说过俄国革命与三民主义“暗中相合”，但孙所指的是“新经济政策”，而非共产主义。孙中山曾表示：“俄国政府两年前实行的政策，其原则与方针与我政府是完全不同的。但是俄国政府的现行政策——新经济政策，其主要点与应在中国实行的我的《建国方略》如出一辙。”孙中山发现，资本主义有自我调节、发展的功能，有改善工人生活的能力，民生主义是有鉴于此的改良主义。
杨奎松认为：“孙中山从来相信只有他的三民主义才是最适合于中国国情的主张，其他一切主义，包括共产主义、社会主义，凡有符合三民主义内容的地方，都可概括于三民主义之内。其虽有‘共产主义与民生主义毫无冲突’的说法，却并不等于他相信二者毫无差别，否则他也就不必坚持要越飞公开声明承认‘共产制度’不能引用于中国了。他在国民党一大之后，很快就全面阐述了他的三民主义思想，其中详细说明了二者的区别。从中可以了解，即使在国民党一大之后，即使孙中山对三民主义的解释多少接受了共产国际的一些说法，其基本理念却并未改变。”“他绝不是马克思主义者，既不赞同阶级斗争，也不赞成社会革命。不仅如此，他显然想要让中国的马克思党徒明白，马克思主义的很多观点是错误的，其强调用阶级斗争的办法解决社会进化问题，尤其错误。不仅在欧美不适用，在俄国不成功，马上拿来解决中国问题，就更是南辕北辙了。中国距离欧美的发展水平几乎是天上地下，即使与俄国相比也差得甚远。俄国革命后都因经济程度太低而不得不转而改行新经济政策，中国又怎么能够照马克思的方法来进行呢？中国的病症根本上是一个穷字，故解决中国的问题，首重发展实业。他虽然也主张平均地权、节制资本，但那只是防患于未然的措施，与共产党人主张夺取人民已有财产来实行共产或收归国有，是完全不同的两回事。”“汲取俄国经验也好，吸纳共产党员也好，在孙中山看来，一切都是为了革命，为了实现自己的政治理想。这个理想，就是《中国国民党宣言》中阐明的三民主义。而它无疑与共产党所主张的阶级斗争和阶级专政大相异趣。其民族主义只注重改正条约；民权主义只追求人民直接权力的行使；民生主义只强调限制私营经济之规模。实际上，孙中山所期望的未来中国，仍旧是一个能够与现存国际政治经济秩序相适应的国家，而不是苏俄式的与国际资本主义体系相对立的国家。”

### 負面評價
梁啟超認為，容共政策之後“共产党早已成了国民党附骨之疽——或者还可以说是国民党的灵魂——所以国民党也不能不跟着陷在罪恶之海了。原来在第三国际指挥之下的共产党，他们唯一的目的就是牺牲了中国，来做世界革命的第一步，在俄国人当然以此为得计，非如此他便不能自存，却是对于中国太辣手了。近来南北两方同时破获共产党机关——即俄使馆及领馆发现出那些文件（现在发表的还不到十分之一、二），真正可怕，真正可恨。现在国内各种恐怖情形，完全是第三国际的预定计画，中国人简直是他们的机械。”

## 外部連結
- 何為國共合作？何為新三民主義？
- 王建伟:〈孙中山逝世前后中共的宣传策略〉，《中共党史研究》2016年第9期 （页面存档备份，存于）
- 狭间直树：〈武汉时期国共两党关系与孙中山思想 （页面存档备份，存于）〉